# Panilla melanosticta
Panilla melanosticta är en fjärilsart som beskrevs av Turner 1903. Panilla melanosticta ingår i släktet Panilla och familjen nattflyn. Inga underarter finns listade i Catalogue of Life.